# Jiřího země

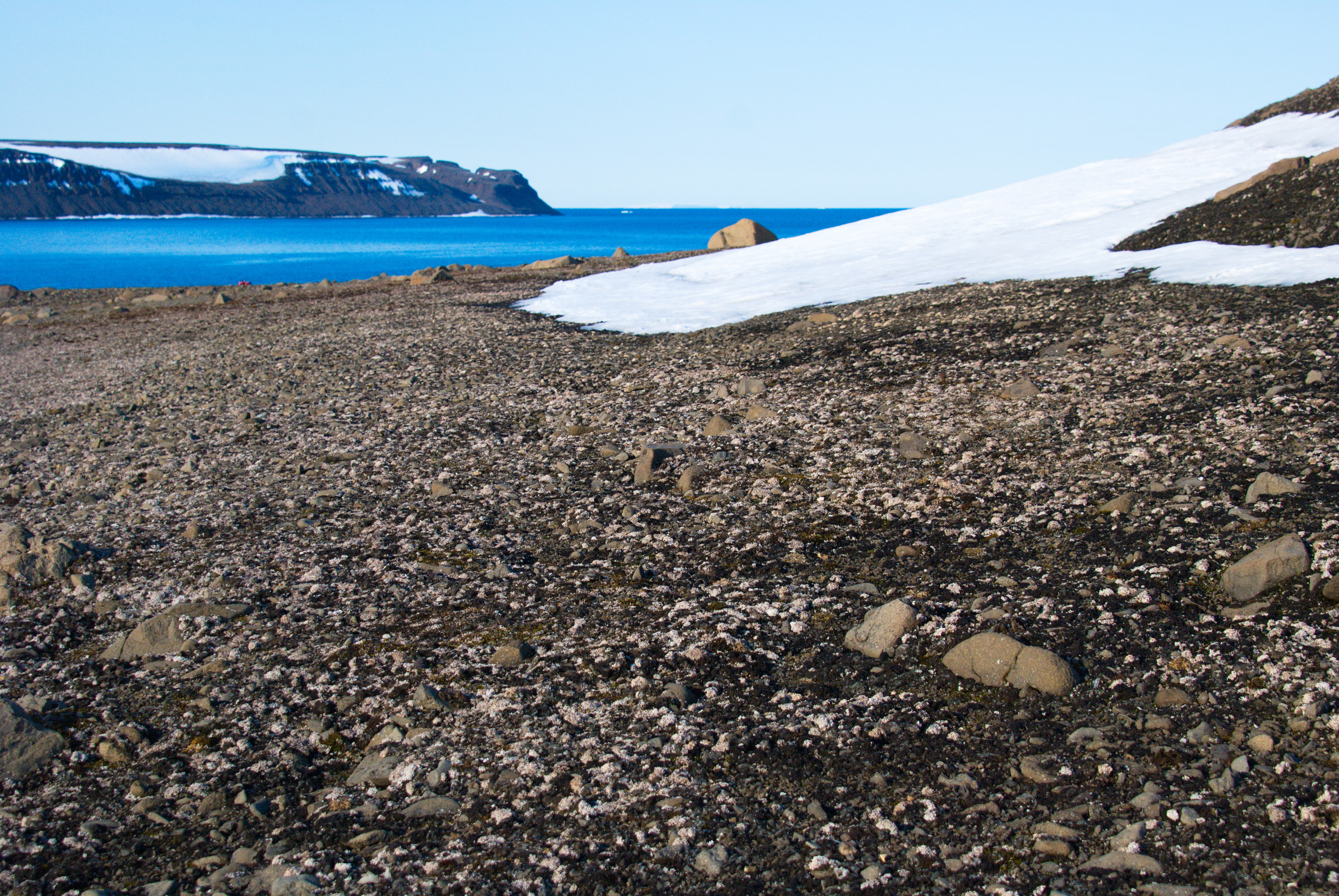
Záliv Geografů

Jiřího země (rusky Земля Георга, německy Prinz-Georg-Land) je největší a neobydlený ostrov arktického souostroví Země Františka Josefa v Severním ledovém oceánu. Byl objeven a pojmenován roku 1880 britským mořeplavcem B. L. Smithem. V té době byl považován za východní pokračování Alexandřiny země. Oblast podrobněji prozkoumala až Jacksonova-Harmsworthova expedice v letech 1894–1897, která odhalila existenci Cambridgeského průlivu, a zjistila tak, že se jedná o samostatný ostrov, který F. G. Jackson v roce 1897 pojmenoval po Jiřím, princi z Walesu.
Ostrov s rozlohou 2 741 km² leží v západní části souostroví. Od severu k jihu měří 115 km. Má velmi členité pobřeží s mnoha zátokami a mysy. Většina ostrova je pokrytá ledovým příkrovem. Bez ledu jsou jen úzké pásy západního pobřeží a zejména severní poloostrov Armitage. Ledovec na severní části ostrova se nazývá Brusilovův ledový příkrov a pokrývá nejvyšší bod ostrova s výškou 416 m n. m. Ledovec ve střední části se jmenuje Tumannyův ledový příkrov a v členité jižní části Pearyho ledový příkrov. Západně od poloostrova Armitage se nachází Archangelský průliv, který spolu s Cambridgeským průlivem na jihozápadě odděluje Jiřího zemi od Alexandřiny země. Na východě je Armitage oddělen zálivem Kartografů. Nejsevernější mysy Bryusa a Battenberg obklopují Sommervillskou zátoku. Z jižní části ostrova vybíhají dále k jihu tři výrazné mysy (od západu k východu): Neale, Crowther a Granta. Východní mys se jmenuje Murray. Od zbývající části souostroví na východě je ostrov oddělen Britským kanálem a pouze na jihovýchodě odděluje užší průliv Nightingale skupinu drobných ostrůvků okolo ostrova Bruce.
Zejména na jižním pobřeží ostrova se nachází kolonie alkounů malých. V moři severně a jižně od ostrova jsou krmné oblasti velryb grónských. Využití ostrova lidmi je minimální. Na některých mysech byly během průzkumných expedicí zřízeny dočasné tábory a sklady. Na mysu Neale byla v roce 1928 vztyčena sovětská vlajka a souostroví prohlášeno za součást Sovětského svazu.

## Sousední ostrovy
Poblíž jihozápadního mysu se nachází malý Davidův ostrov a necelých deset kilometrů od severního pobřeží Arthurův ostrov.